# 滕里可汗
滕里可汗（？—808年），𨁂跌氏，是回鹘汗国的第八任可汗，懷信可汗之子。
原为俱禄毗伽。805年，懷信可汗死，他继承汗位。建号爱登里啰汨没（密）施俱禄毗伽可汗，意为“受命自月神，成为幸福英勇圣智可汗”。唐朝遣使鸿胪少卿孙杲册封他为滕里野合俱录毗伽可汗。在位时，大力扶植摩尼教，使摩尼僧参与国政。806年，令摩尼僧为国使至长安，摩尼僧往来于市，常与商贾逐利。808年，咸安公主在回鹘去世，唐宪宗追封和亲的姑母为燕国襄穆公主。同年，滕里可汗去世，保義可汗继立。